# Coppa delle nazioni del Golfo 2013
La Coppa delle Nazioni del Golfo 2013 è la 21ª edizione del torneo. Si è svolta in Bahrein dal 5 al 18 gennaio 2013.
In un primo tempo il torneo si sarebbe dovuto svolgere a Bassora, in Iraq, ma nell'ottobre 2011 l'organizzazione è stata spostata per permettere in Bahrein per consentire all'Iraq di ospitare in maniera adeguata l'edizione successiva, poi disputatasi in Arabia Saudita.

## Squadre partecipanti
- Arabia Saudita
- Bahrein (paese organizzatore)
- Emirati Arabi Uniti
- Iraq
- Kuwait (campione in carica)
- Oman
- Qatar
- Yemen

## Fase a gironi

### Gruppo A
| Pos. | Squadra             | Pt | G | V | N | P | GF | GS | DR |
| ---- | ------------------- | -- | - | - | - | - | -- | -- | -- |
| 1.   | Emirati Arabi Uniti | 9  | 3 | 3 | 0 | 0 | 7  | 2  | +5 |
| 2.   | Bahrein             | 4  | 3 | 1 | 1 | 1 | 2  | 2  | -0 |
| 3.   | Qatar               | 3  | 3 | 1 | 0 | 2 | 3  | 5  | -2 |
| 4.   | Oman                | 1  | 3 | 0 | 1 | 2 | 1  | 4  | -3 |

| Riffa 5 gennaio 2013, ore 19:15 UTC+3 | Bahrein         | 0 – 0 referto | Oman | Bahrain National Stadium (35.000 spett.)\| Arbitro: \| Ravshan Irmatov \| |
| Arbitro:                              | Ravshan Irmatov |               |      |                                                                           |

| Arbitro: | Khalil Al Ghamdi |

|                    |           |                                        |
| Ibrahim 11’ (rig.) | Marcatori | 13’ Abdulrahman 28’ Mabkhout 66’ Ahmed |

| Arbitro: | Mukhtar Al Yarimi |

|                                 |           |                      |
| Ibrahim 56’ (rig.) El-Sayed 88’ | Marcatori | 71’ (rig.) Al-Hadhri |

| Arbitro: | Ali Sabah Adday |

|               |           |                         |
| Al Malood 75’ | Marcatori | 40’ Mabkhout 85’ Hassan |

| Arbitro: | Yousef Al Marzouq |

|                  |           |  |
| Khalil 83 ’, 86’ | Marcatori |  |

| Arbitro: | Viktor Kassai |

|                  |           |  |
| Aaish 25’ (rig.) | Marcatori |  |

### Gruppo B
| Pos. | Squadra        | Pt | G | V | N | P | GF | GS | DR |
| ---- | -------------- | -- | - | - | - | - | -- | -- | -- |
| 1.   | Iraq           | 9  | 3 | 3 | 0 | 0 | 5  | 0  | +5 |
| 2.   | Kuwait         | 6  | 3 | 2 | 0 | 1 | 3  | 1  | +2 |
| 3.   | Arabia Saudita | 3  | 3 | 1 | 0 | 2 | 2  | 3  | -1 |
| 4.   | Yemen          | 0  | 3 | 0 | 0 | 3 | 0  | 6  | -6 |

| Arbitro: | Banjari Al-Dosari |

|                        |           |  |
| Naser 63’ Al-Mutwa 82’ | Marcatori |  |

| Arbitro: | Viktor Kassai |

|  |           |                               |
|  | Marcatori | 18’ Shakir 82’ (aut.) Hawsawi |

| Arbitro: | Nawaf Shukralla |

|           |           |  |
| Ahmad 29’ | Marcatori |  |

| Arbitro: | Mohamed Al Zarouni |

|  |           |                                |
|  | Marcatori | 32’ Al-Qahtani 86’ Al-Muwallad |

| Arbitro: | Ravshan Irmatov |

|           |           |  |
| Naser 13’ | Marcatori |  |

| Arbitro: | Abdullah Al Hilali |

|                      |           |  |
| Ismail 16’ Ahmad 36’ | Marcatori |  |

## Fase finale

### Tabellone
|  | Semifinali          | Semifinali          | Semifinali |      |                           | Finale                    | Finale          | Finale          |  |
|  |                     |                     |            |      |                           |                           |                 |                 |  |
|  | Emirati Arabi Uniti | Emirati Arabi Uniti | 1          |      |                           |                           |                 |                 |  |
|  | Emirati Arabi Uniti | Emirati Arabi Uniti | 1          |      |                           |                           |                 |                 |  |
|  | Kuwait              | Kuwait              | 0          |      |                           |                           |                 |                 |  |
|  | Kuwait              | Kuwait              | 0          |      | Emirati Arabi Uniti (dts) | Emirati Arabi Uniti (dts) | 2               |                 |  |
|  |                     |                     |            |      | Emirati Arabi Uniti (dts) | Emirati Arabi Uniti (dts) | 2               |                 |  |
|  |                     |                     | Iraq       | Iraq | 1                         |                           |                 |                 |  |
|  | Iraq                | Iraq                | Iraq       | Iraq | 1                         | 1 (4)                     |                 |                 |  |
|  | Iraq                | Iraq                |            |      |                           | 1 (4)                     |                 |                 |  |
|  | Bahrein             | Bahrein             | 1 (2)      |      |                           | Finale 3º posto           | Finale 3º posto | Finale 3º posto |  |
|  | Bahrein             | Bahrein             | 1 (2)      |      |                           |                           |                 |                 |  |
|  |                     |                     |            |      |                           |                           |                 |                 |  |
|  |                     |                     |            |      |                           | Kuwait                    | Kuwait          | 6               |  |
|  |                     |                     |            |      |                           | Kuwait                    | Kuwait          | 6               |  |
|  |                     |                     |            |      |                           | Bahrein                   | Bahrein         | 1               |  |

### Semifinali
| Arbitro: | Abdullah Al-Hilali |

|            |           |  |
| Khalil 89’ | Marcatori |  |

| Arbitro: | Ravshan Irmatov |

|                                  |                      |                              |
| Mahmoud 18’                      | Marcatori            | 63’ Ali Baba                 |
| Yasin Ismail Salim Mahmoud Sabri | Tiri di rigore 4 – 2 | Husain Aaish Saeed Al Malood |

### Finale 3º/4º posto
| Arbitro: | Banjari Mohammed Al Dosari |

|                                                                   |           |          |
| Khamis 35 ’, 38 ’, 54’ (rig.) Bani 65’ Al-Mutwa 66’ Al Salimi 71’ | Marcatori | 1’ Yusuf |

### Finale
| Arbitro: | Khalil Al Ghamdi |

|                                 |           |             |
| Abdulrahman 28’ Al Hammadi 107’ | Marcatori | 81’ Mahmoud |

## Classifica marcatori
| Gol |  |  | Giocatore            | Squadra             |
| --- |  |  | -------------------- | ------------------- |
| 3   |  |  | Ahmed Khalil         | Emirati Arabi Uniti |
| 3   |  |  | Younis Mahmoud       | Iraq                |
| 3   |  |  | Abdulhadi Khamis     | Kuwait              |
| 2   |  |  | Ali Mabkhout         | Emirati Arabi Uniti |
| 2   |  |  | Omar Abdulrahman     | Emirati Arabi Uniti |
| 2   |  |  | Bader Al-Mutwa       | Kuwait              |
| 2   |  |  | Yousef Naser         | Kuwait              |
| 2   |  |  | Khalfan Ibrahim      | Qatar               |
| 1   |  |  | Yasser Al-Qahtani    | Arabia Saudita      |
| 1   |  |  | Fahad Al-Muwallad    | Arabia Saudita      |
| 1   |  |  | Faouzi Mubarak Aaish | Bahrein             |
| 1   |  |  | Abdulwahab Al Malood | Bahrein             |
| 1   |  |  | Hussain Ali Baba     | Bahrein             |
| 1   |  |  | Abdulla Yusuf        | Bahrein             |
| 1   |  |  | Mohamed Ahmed        | Emirati Arabi Uniti |
| 1   |  |  | Ismail Al Hammadi    | Emirati Arabi Uniti |
| 1   |  |  | Majed Hassan         | Emirati Arabi Uniti |
| 1   |  |  | Hammadi Ahmad        | Iraq                |
| 1   |  |  | Dhurgham Ismail      | Iraq                |
| 1   |  |  | Salam Shakir         | Iraq                |
| 1   |  |  | Abdulaziz Al Salimi  | Kuwait              |
| 1   |  |  | Adulrahman Bani      | Kuwait              |
| 1   |  |  | Hussain Al-Hadhri    | Oman                |
| 1   |  |  | Mohamed El-Sayed     | Qatar               |

## Statistiche per Nazionale
Questa tabella riporta i risultati di ogni nazionale.
| Pos                          | Team                | PG | V | N | P | GF | GS | DR |
| ---------------------------- | ------------------- | -- | - | - | - | -- | -- | -- |
| Fase Finale                  |                     |    |   |   |   |    |    |    |
| 1                            | Emirati Arabi Uniti | 5  | 5 | 0 | 0 | 10 | 3  | +7 |
| 2                            | Iraq                | 5  | 4 | 0 | 1 | 7  | 3  | +4 |
| 3                            | Kuwait              | 5  | 3 | 0 | 2 | 9  | 3  | +6 |
| 4                            | Bahrein             | 5  | 1 | 2 | 2 | 4  | 9  | −5 |
| Eliminate alla fase a gironi |                     |    |   |   |   |    |    |    |
| 5                            | Arabia Saudita      | 3  | 1 | 0 | 2 | 2  | 3  | −1 |
| 6                            | Qatar               | 3  | 1 | 0 | 2 | 3  | 5  | −2 |
| 7                            | Oman                | 3  | 0 | 1 | 2 | 1  | 4  | −3 |
| 8                            | Yemen               | 3  | 0 | 0 | 3 | 0  | 6  | −6 |